# Muscazone
Il muscazone è un alcaloide presente nell'Amanita muscaria in minima parte.
Per questo motivo i suoi effetti sull'intossicazione da questo fungo sono praticamente insignificanti.
Questo composto è ancora poco studiato e per questo non si sa se agisca in maniera sinergica con gli altri principi attivi per produrre gli effetti dell'intossicazione.